# 因巴布拉省
因巴布拉省（西班牙語：Provincia de Imbabura），是厄瓜多爾北部的一個省。面積4,611平方公里，2001年人口344,044人。首府伊瓦拉。
1824年6月25日建省，下分六市。
1. ↑  Citypopulation.de （页面存档备份，存于） Population and area of Imbabura
2. ↑  Villalba, Juan. . Scribd.   [2019-02-05]. （原始内容存档于2019-04-27） （西班牙语）.